# Juanita Frances
Juanita Frances, nascida Juanita Frances Lemont e nome de casada Joana Francisca Schlesinger (1901 — 1992) foi uma organizadora e ativista feminista na Associação das Mulheres Casadas (MWA).

## Biografia
Nascida na Austrália, onde se formou como enfermeira, enolveu-se com o Six Point Group após a chegada na Inglaterra. Ela foi fundamental na criação da Associação das Mulheres Casadas em 1938 e, mais tarde, serviu como sua presidente.
Em 1939, divorciou-se de seu marido, um banqueiro chamado Schlesinger. A casa de Londres, que ele havia construído, tornou-se a sede oficial da MWA.